# Jiří Hubička

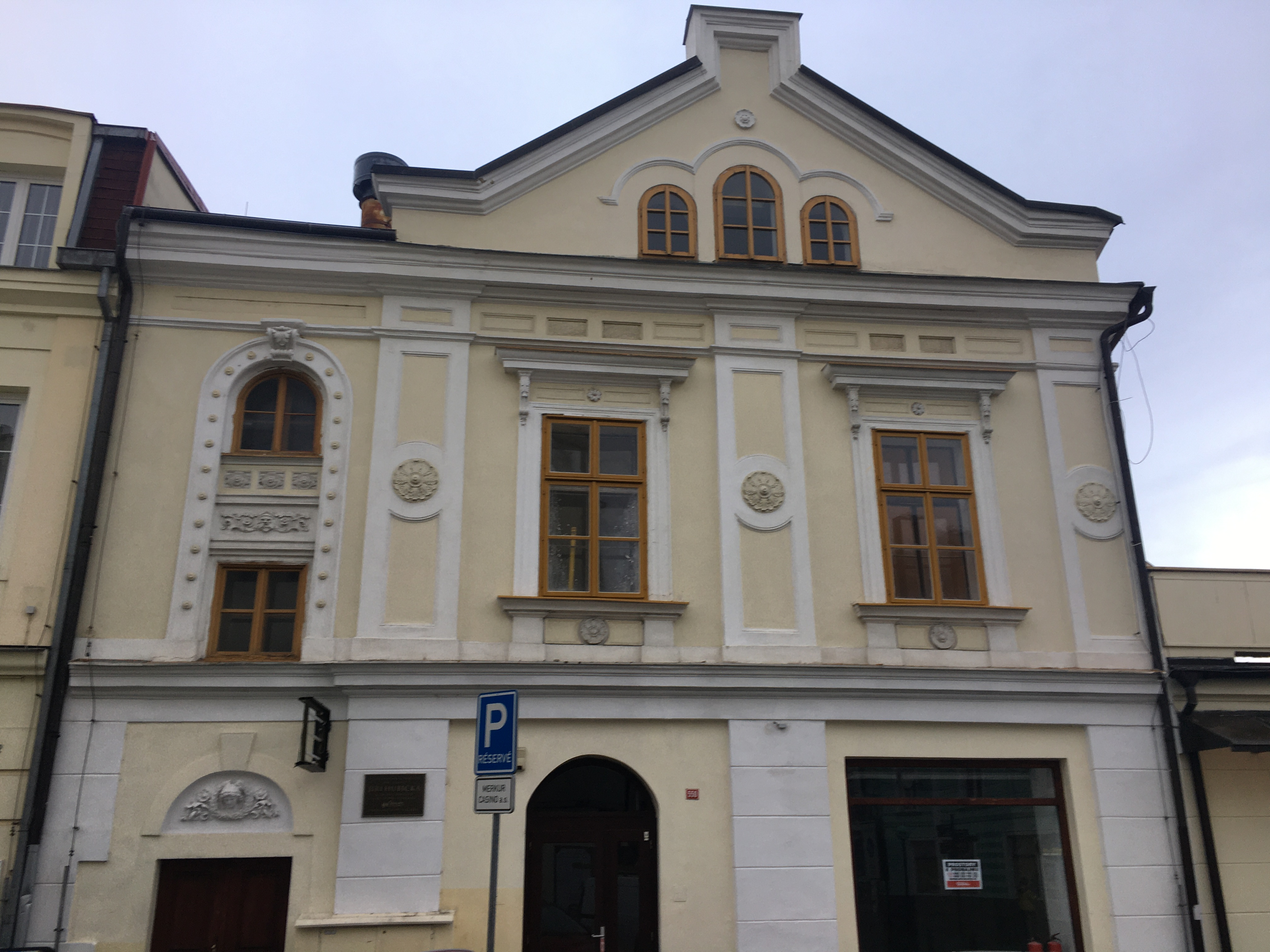
Rodný dům Jiřího Hubičky v Kladně

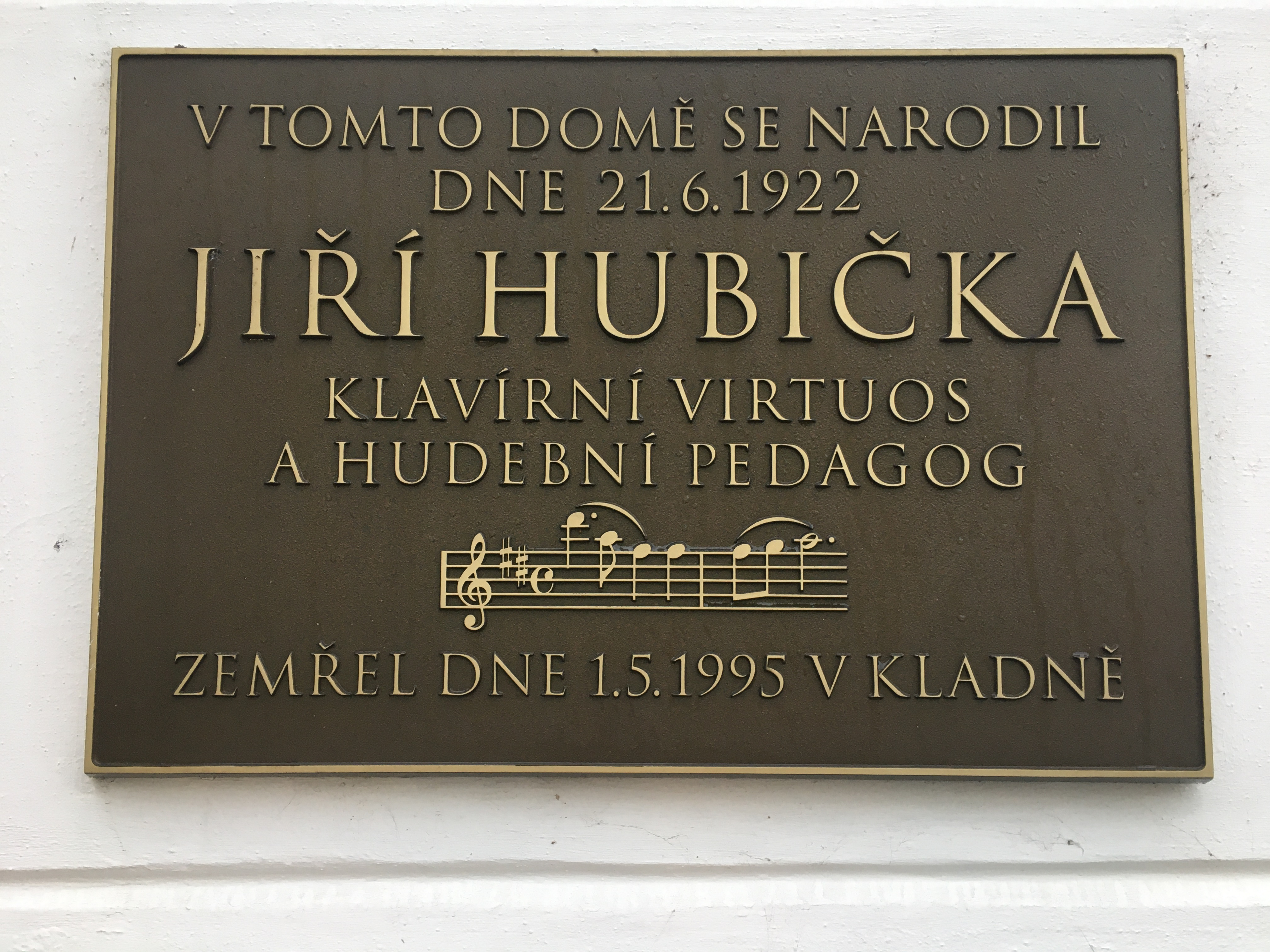
Pamětní deska na rodném domě v Kladně

Jiří Hubička (21. června 1922 Kladno – 1. května 1995 Kladno) byl český klavírista a hudební pedagog.

## Život
Hudební vzdělání získával od raného dětství. Profesionálním klavíristou se stal pod vedením Františka Raucha, u kterého studoval nejprve na pražské konzervatoři, kde absolvoval roku 1944 a v letech 1946–1950 byl jeho žákem na Akademii múzických umění. Absolvoval provedením sólového partu Rachmaninovova Klavírního koncertu č. 2 c moll. Již v roce 1946 při nevolnosti Františka Raucha během jeho vystoupení ve Smetanově síni Jiří Hubička koncert dokončil. Reprezentoval AMU na výměnných koncertech na konzervatořích v Paříži a Bruselu. Již během studií vystoupil též v Kodani, Vídni, Bergenu, Londýně a Manchesteru. Věnoval se převážně interpretaci děl hudebních klasiků Johanna Sebastiána Bacha, Wolgfanga Amadea Mozarta, Ludwiga van Beethovena, Fryderyka Chopina, Roberta Schumanna, Ference Liszta  či Johannesa Brahmse. Věnoval se i hře na dva klavíry s Františkem Rauchem, komorní hře v Kladenském komorním sdružení a jinde. V letech 1951–1952 byl spolu s Josefem Sukem a Alexandrem Večtomovem členem prvního složení Sukova tria. Spolupracoval s houslisty Alexandrem Plockem, Václavem Snítilem, Norou Grumlíkovou a s violoncellistou Františkem Smetanou. Nahrával v domácím i zahraničním rozhlase, televizi i gramofonových vydavatelstvích. Od roku 1956 působil pedagogicky na AMU. Od roku 1957 zde byl odborným asistentem, od roku 1968 docentem a od roku 1980 profesorem komorní hry. Vedl zde též Kabinet klavírní praxe a klavírního doprovodu. V letech 1975–1977 vyučoval na Musashino Academia Musicae v Tokiu. Podnikl řadu turné po téměř všech zemích Evropy, po Japonsku, Koreji, Mongolsku a Číně.
Hubičkova manželka Alena byla malířkou a grafičkou. Podle jejího návrhu byla zhotovena pamětní deska, umístěna roku 2000 na klavíristův rodný dům v Kladně.